# Robin Polley
Robin Polley (Rotterdam, 28 december 1998) is een Ghanees-Nederlands voetballer die als rechtsback speelt en die op 4 augustus 2021 door Heracles Almelo voor €150 000 werd overgenomen van ADO Den Haag. Hij is de zoon van Prince Polley.

## Carrière
Robin Polley speelde in de jeugd van SV JHR, Spartaan'20, Feyenoord en ADO Den Haag. Sinds 2018 maakt hij deel uit van de eerste selectie van ADO Den Haag. Hij debuteerde voor ADO Den Haag op 26 september 2018, in de met 0-6 gewonnen bekerwedstrijd tegen OJC Rosmalen. Polley kwam in de 63e minuut in het veld voor Giovanni Troupée. Op 23 november 2018 tekende Polley zijn eerste profcontract bij ADO Den Haag. ADO Den Haag legt hem vast tot medio 2021, met een optie voor nog een jaar. De tweede seizoenshelft van het seizoen 2019/20 wordt hij aan FC Dordrecht verhuurd. 

### Statistieken

#### Beloften
| Seizoen                       | Club              | Land            | Competitie           | Competitie | Competitie | Totaal | Totaal |
| Seizoen                       | Club              | Land            | Competitie           | Wed.       | Dlp.       | Wed.   | Dlp.   |
| ----------------------------- | ----------------- | --------------- | -------------------- | ---------- | ---------- | ------ | ------ |
| 2019/20                       | Jong ADO Den Haag | Nederland       | Derde divisie Zondag | 3          | 1          | 3      | 1      |
| Totaal beloften               | Totaal beloften   | Totaal beloften | Totaal beloften      | 3          | 1          | 3      | 1      |
| Bijgewerkt op 16 januari 2020 |                   |                 |                      |            |            |        |        |

#### Senioren
| Seizoen                        | Club            | Land            | Competitie      | Competitie | Competitie | Beker | Beker | Totaal | Totaal |
| Seizoen                        | Club            | Land            | Competitie      | Wed.       | Dlp.       | Wed.  | Dlp.  | Wed.   | Dlp.   |
| ------------------------------ | --------------- | --------------- | --------------- | ---------- | ---------- | ----- | ----- | ------ | ------ |
| 2018/19                        | ADO Den Haag    | Nederland       | Eredivisie      | 0          | 0          | 1     | 0     | 1      | 0      |
| 2019/20                        | ADO Den Haag    | Nederland       | Eredivisie      | 2          | 0          | 1     | 0     | 3      | 0      |
| 2019/20                        | → FC Dordrecht  | Nederland       | Eerste divisie  | 6          | 1          | 0     | 0     | 6      | 1      |
| Totaal senioren                | Totaal senioren | Totaal senioren | Totaal senioren | 8          | 1          | 2     | 0     | 10     | 1      |
| Carrièretotaal                 | Carrièretotaal  | Carrièretotaal  | Carrièretotaal  | 8          | 1          | 2     | 0     | 10     | 1      |
| Bijgewerkt op 23 februari 2020 |                 |                 |                 |            |            |       |       |        |        |